# Michael Tellenbach
Michael Tellenbach (* 20. Oktober 1950 in München) ist ein deutscher Prähistorischer Archäologe und war bis 2016 Direktor der beiden Museen Museum Weltkulturen und Bassermannhaus für Musik und Kunst, die zu den Mannheimer Reiss-Engelhorn-Museen gehören. Er war bis 2016 sowohl Zweiter Vorsitzender der Curt-Engelhorn-Stiftung und Zweiter Vorsitzender der Bassermannstiftung für Musik und Kunst in Mannheim, hier ist er aktuell noch als Stiftungsrat unterstützend tätig.

## Leben
Nach dem Abitur am Kurfürst-Friedrich-Gymnasium Heidelberg studierte Tellenbach Kulturanthropologie an der Anthropologischen Fakultät des Instituto Nacional de Antropología e Historia in Mexiko-Stadt. Dort nahm er an archäologischen Grabungen teil. Das Studium schloss er an der Universität Heidelberg mit einer Dissertation über das präkeramische Neolithikum in Südosteuropa ab. An der Freien Universität Berlin habilitierte er über die Ursprünge der Hochkulturentwicklung im Zentralandenraum.
Für die Kommission für Allgemeine und Vergleichende Archäologie des Deutschen Archäologischen Instituts in Bonn leitete und publizierte Michael Tellenbach unter anderem eine Großgrabung in Peru. Als wissenschaftlicher Mitarbeiter lehrte er an den Universitäten Berlin, Würzburg und Bonn. 1994 veranstaltete und organisierte er in Dresden das Internationale Max-Uhle-Symposium mit Teilnehmern aus Peru, Ecuador, USA, Polen, Italien, Spanien, Frankreich und Deutschland. Von 1994 bis 2002 war er als Abteilungsleiter beim Aufbau der archäologischen Denkmalpflege in Sachsen und für das Landesmuseum für Vorgeschichte Dresden tätig. Von 2009 bis 2016 war er Direktor des Museum Weltkulturen mit den Abteilungen Archäologie sowie Kulturen der Welt und ihre Umwelt, Reiss-Engelhorn-Museen, Mannheim. Tellenbach ist der Sohn des deutschen Psychiaters Hubertus Tellenbach.

## Forschungen
Tellenbach hat umfangreiche Forschungen zur Archäologie Vorderasiens, Südosteuropas und des Zentralandenraumes durchgeführt und publiziert. Längerfristige Ausgrabungen und Feldforschungen führte er in Mexiko, Peru und Ecuador, dem Vorderen Orient und Südosteuropa durch. Er vermittelte die Restaurierung der reichsten Prunkgräber der neuen Welt, der Fürstengräber von Sipan, Peru, an die zentralen Werkstätten des Römisch-Germanischen Zentralmuseums (RGZM), Mainz.
Auf Antrag von John Howland Rowe wurde er 1984 als erster Deutscher Research Associate des Institute of Andean Studies, Berkeley (Kalifornien). Als Vertreter der deutschen Bundesländer engagierte er sich von 1998 bis 2000 im RAPHAEL-Programmausschuß der EU-Kommission. Er ist korrespondierendes Mitglied des Deutschen Archäologischen Instituts. Seit 2007 war er Koordinator des Projekts DressID. Clothing and Identity in the Roman Empire von sieben europäischen Forschungsinstitutionen (Brüssel, Kopenhagen, Mannheim, Rethymnon, Sheffield, Valencia, Wien), das bisher größte bewilligte EU-Projekt eines deutschen Museums.

## Ausstellungen in Mannheim
In seiner Ausstellungstätigkeit pflegte Tellenbach internationale Kooperationen mit anderen weltweit agierenden Museen, Universitäten und weiteren Institutionen. Zu den von ihm erarbeiteten Ausstellungen zählen:
- An die Mächte der Natur. Mythen der altperuanischen Nasca-Indianer (Mannheim, 2002, 2003 gemeinsam mit Tanja Vogel)
- Neue Welt im Wandel. Von den Maya zu den Spaniern. Guatemala, das Land des Quetzal (Mannheim, gemeinsam mit Alfried Wieczorek u. a.)
- Pferdestärken. Das Pferd bewegt die Menschheit (Mannheim, 2007, gemeinsam mit Nicola Crüsemann u. a.)
- Mumien – Der Traum vom ewigen Leben (Mannheim, 2007/2008, gemeinsam mit Wilfried Rosendahl u. a.)

Tellenbach war u. a. an der internationalen Ausstellung Alexander der Große und die Öffnung der Welt (3. Oktober 2009 bis 21. Februar 2010) beteiligt.

## Ausstellungen in Dubai
- To the Holy Lands. Pilgrimage Centres from Mecca and Medina to Jerusalem. (Dubai, 2008, gemeinsam mit Claude Sui, Tobias Wüstenbecker u. a.)
- Saladin and his Epoch – Encounters between East and West. (Dubai, in Vorbereitung, gemeinsam mit Alfried Wieczorek u. a.)

## Veröffentlichungen (Auswahl)
- Materialien zum präkeramischen Neolithikum in Süd-Ost-Europa. Typologisch-stratigraphische Untersuchungen zu lithischen Gerätschaften. In: Bericht der Römisch-Germanischen Kommission. Bd. 64, 1983, ISSN 0341-9312, S. 21–137, (Heidelberg, Universität, Dissertation, 1983).
- Die Ausgrabungen in der formativzeitlichen Siedlung Montegrande, Jequetepeque-Tal, Nord-Peru. = Las Excavaciones en el Asentamiento Formativo de Montegrande, Valle de Jequetepeque en el Norte del Perú (= Materialien zur allgemeinen und vergleichenden Archäologie. Bd. 39). C. H. Beck, München 1986, ISBN 3-406-31933-5.
- mit Walter Alva Alva, Maiken Fecht, Peter Schauer: Das Fürstengrab von Sipán. Entdeckung und Restaurierung. = La tumba del Señor de Sipán. Römisch-Germanisches Zentralmuseum, Mainz 1989, ISBN 3-88467-022-0.
- Chavín. Investigaciones acerca del desarrollo cultural Centro-Andino en las épocas Ofrendas y Chavín Tardío (= Andes. Bd. 2, 1–2, ISSN 1428-1384). 2 Bände. Universidad de Varsovia – Sociedad Polaca de Estudios Latinoamericanos – Misión Arqueológica Andina, Warschau 1999.
- als Herausgeber mit Alfried Wieczorek: An die Mächte der Natur. Mythen der altperuanischen Nasca-Indianer (= Publikationen der Reiss-Engelhorn-Museen. Bd. 5). Philipp von Zabern, Mainz 2002, ISBN 3-8053-2941-5.